# Hermine Stindt
Hermine Marie Stindt (* 3. Januar 1888 in Bremerhaven; † 19. Februar 1974 in Hannover) war eine deutsche Schwimmerin.
Hermine Stindt von Hannover 92 war bei den Olympischen Spielen 1912 in Stockholm die einzige deutsche Schwimmerin, die über 100 Meter Freistil bereits in der ersten Runde ausschied. Die deutsche 4-mal-100-Meter-Freistilstaffel in der Besetzung Wally Dressel, Louise Otto, Hermine Stindt und Grete Rosenberg erreichte im Finale 11,8 Sekunden nach den britischen Olympiasiegerinnen das Ziel, hatte aber 12,4 Sekunden Vorsprung auf die drittplatzierten Österreicherinnen.

## Auszeichnungen
- 1912: Olympische Spiele Silbermedaille 4-mal-100-Meter-Freistilstaffel
- 1921: Deutsche Meisterin[1]
- 1988: Aufnahme in die Ehrengalerie des Niedersächsischen Instituts für Sportgeschichte[1]

## Ehrungen

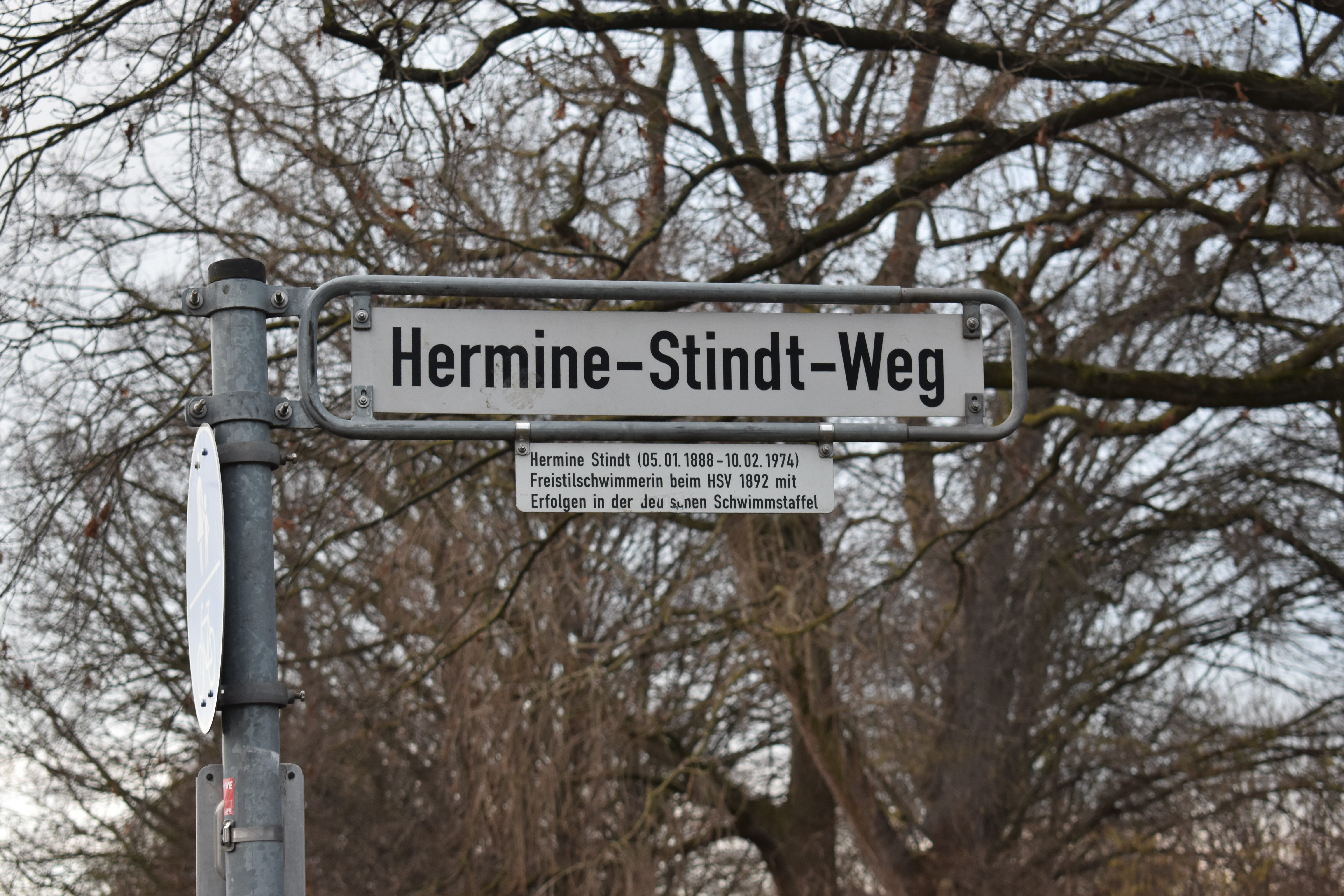
Straßenschild mit Legendentafel am Hermine-Stindt-Weg im Sportpark in Hannover

2010 Benennung eines Weges südlich der heutigen HDI-Arena im Sportpark Hannover in Hermine-Stindt-Weg